# Mount Robson
Mount Robson je s nadmořskou výškou (3 954 m) nejvyšší hora kanadské části Skalnatých hor a zároveň je ve Skalnatých horách horou s nejvyšší prominencí (2 819 m). Leží na východě Britské Kolumbie, v těsné blízkosti hranice s Albertou.
Je součástí Rainbow Range. Nachází se na území Provinčního parku Mount Robson.
Mount Robson byla pravděpodobně pojmenována po Colinu Robertsonovi, obchodníkovi s kožešinami a politikovi, který pracoval pro Severozápadní společnost a Společnost Hudsonova zálivu.
Indiány je hora nazývaná horou Spirálové cesty.

## Geografie
Mount Robson se vypíná 2 975 m severovýchodně nad jezero Kinney Lake. Severní stěna Mount Robson je silně zaledněná a 800 metrů ledu sahá od vrcholu až k jezeru Berg Lake. Robson Glacier vyplňuje velký kar a údolí mezi Mount Robson a Mount Resplendent. Mount Robson leží v povodí řeky Fraser. Hora je dobře vidět z Yellowhead Highway (Highway 16).